# Catedral de São Patrício (Melbourne)
A Catedral Basílica de São Patrício (em inglês: St. Patrick's Cathedral Basilica) é uma catedral e a menor basílica católica da Austrália, localizada em Melbourne, sé da arquidiocese homônima. É conhecida internacionalmente como um dos principais exemplo da arquitetura neogótica.